# Mołodiożnaja (stacja metra)
Mołodiożnaja (ros. Молодёжная – Młodzieżowa) – stacja moskiewskiego metra linii Arbacko-Pokrowskiej (kod 065). Do 1989 roku stanowiła stację końcową linii Filowskiej. Wyjścia prowadzą na ulice Jarcewskaja i Jelninskaja oraz na plac Akademika Petrowa.

## Podział
Stacja pierwotnie została otwarta 5 lipca 1965 na linii Filowskiej na odcinku Pionierskaja – Mołodiożnaja. W 2008 roku przyłączono ją do linii Arbacko-Pokrowskiej jako element nowo powstałego odcinka Park Pobiedy – Strogino.

## Konstrukcja i wystrój
Stacja jest jednokomorowa, jednopoziomowa, posiada jeden peron. Stacja ma dwa rzędy 40 kwadratowych kolumn, pokrytych jasnymi i ciemnymi marmurami z różowymi elementami w górnej i dolnej części. Ściany nad torami pokrywają białe glazurowane płytki ceramiczne i czarne poniżej poziomu peronu. Podłogi wyłożono szarym i różowym granitem.